# 水西车辆基地
水西车辆基地（：／ Suseo Charyang Saeopso */?）是首尔交通公社位于首尔江南区的一座地鐵車輛基地，在首都圈电铁3号线和盆唐线附近。这个车辆段主要用于首都圈电铁3号线的3000系VVVF、3000系斩波控制列车的修理维护和停放。另外，盆唐线的351000系列车也会借用此车辆基地进行训练。